# ¿A Dónde Vamos? Tour
¿A Dónde Vamos? Tour es la nueva gira de conciertos de la banda colombiana Morat, desarrollada tras el éxito de sus anteriores giras, así como de los singles que se han ido lanzando en este último tiempo: A dónde vamos, No termino, Bajo la mesa o Al aire, entre otros. La banda latina se embarca en esta gira como promoción a su nuevo y esperado álbum de estudio: ¿A dónde vamos? (publicado en julio de 2021), suponiendo su regreso a los escenarios tras la pandemia de COVID-19 que les obligó a frenar en seco.
Esta gira arrancó la última semana de julio en la ciudad española de Valencia, apenas dos semanas después del lanzamiento oficial del disco que le da nombre. Hasta el momento, se han anunciado conciertos tanto en España durante el verano como en Estados Unidos durante el mes de octubre.

## Repertorio
El repertorio de ¿A Dónde Vamos? Tour se dará a conocer oficialmente en el primer concierto de la gira mundial, que se celebrará en el Estadio Ciudad de Valencia de Valencia el próximo viernes 30 de julio.

## Fechas
| Primera etapa: España         |                            |                      |                                               |                               |
| 30 de julio de 2021           | Valencia                   | España               | Estadio Ciudad de Valencia                    | Les Nits del Ciutat           |
| 2 de agosto de 2021           | Marbella                   | España               | Auditorio de Marbella-Starlite                | Starlite Festival 2021        |
| 6 de agosto de 2021           | Medellín                   | España               | Teatro Romano de Medellín                     | Metellium Music Festival 2021 |
| 10 de agosto de 2021          | Chiclana de la Frontera    | España               | Poblado de Sancti Petri                       | Concert Music Festival 2021   |
| 14 de agosto de 2021          | Alp                        | España               | Recinto Cerdanya MF                           | Cerdanya Music Festival 2021  |
| 16 de agosto de 2021          | Calella de Palafrugell     | España               | Jardins de Cap Roig                           | Cap Roig Festival 2021        |
| 20 de agosto de 2021          | Culleredo                  | España               | Jardín botánico Ría do Burgo                  | Morriña Festival 2021         |
| 27 de agosto de 2021          | Marbella                   | España               | Auditorio de Marbella-Starlite                | Starlite Festival 2021        |
| 29 de agosto de 2021          | Linares                    | España               | Antigua Estación de Madrid                    | [ 8 ]                         |
| 31 de agosto de 2021          | Palencia                   | España               | Plaza de Toros Campos Góticos                 | [ 9 ]                         |
| 3 de septiembre de 2021       | Tomares                    | España               | Parque Jardines del Conde                     | [ 10 ]                        |
| 4 de septiembre de 2021       | Córdoba                    | España               | Plaza de Toros Los Califas                    | [ 10 ]                        |
| 5 de septiembre de 2021       | Illescas                   | España               | Espacio Escénico Cubierto                     | El Escénico de Illescas 2021  |
| 9 de septiembre de 2021       | Barcelona                  | España               | Estadio Olímpico Lluís Companys               |                               |
| 11 de septiembre de 2021      | Madrid                     | España               | WiZink Center                                 |                               |
| 12 de septiembre de 2021      | Madrid                     | España               | WiZink Center                                 |                               |
| 16 de septiembre de 2021      | Logroño                    | España               | Plaza de Toros La Ribera                      | Las Noches del Planeta Rioja  |
| 18 de septiembre de 2021      | Bilbao                     | España               | Bilbao Arena Miribilla                        | Bilbao Music Fest             |
| Segunda etapa: Estados Unidos |                            |                      |                                               |                               |
| 29 de septiembre de 2021      | Los Ángeles                | Estados Unidos       | The Belasco                                   | [ 14 ]                        |
| 1 de octubre de 2021          | San Diego                  | Estados Unidos       | Balboa Theatre                                | [ 14 ]                        |
| 2 de octubre de 2021          | San José                   | Estados Unidos       | San José Civic                                | [ 14 ]                        |
| 3 de octubre de 2021          | Anaheim                    | Estados Unidos       | Anaheim House of Blues                        | [ 14 ]                        |
| 7 de octubre de 2021          | Dallas                     | Estados Unidos       | The Majestic Theatre-Dallas                   | [ 14 ]                        |
| 8 de octubre de 2021          | San Antonio                | Estados Unidos       | The Majestic Theatre-San Antonio              | [ 14 ]                        |
| 9 de octubre de 2021          | El Paso                    | Estados Unidos       | The Plaza Theatre                             | [ 14 ]                        |
| 14 de octubre de 2021         | Houston                    | Estados Unidos       | Arena Theatre                                 | [ 14 ]                        |
| 15 de octubre de 2021         | McAllen                    | Estados Unidos       | State Farm Arena                              | [ 14 ]                        |
| 16 de octubre de 2021         | Laredo                     | Estados Unidos       | Sames Auto Arena                              | [ 14 ]                        |
| 17 de octubre de 2021         | Chicago                    | Estados Unidos       | Copernicus Center                             | [ 14 ]                        |
| 21 de octubre de 2021         | Nueva York                 | Estados Unidos       | HK Hall                                       | [ 14 ]                        |
| 22 de octubre de 2021         | Atlanta                    | Estados Unidos       | Buckhead Theatre                              | [ 14 ]                        |
| 24 de octubre de 2021         | Miami                      | Estados Unidos       | The Fillmore Miami Beach                      | [ 14 ]                        |
| Tercera etapa: América Latina |                            |                      |                                               |                               |
| 30 de octubre de 2021         | Ciudad de México           | México               | Auditorio Nacional                            |                               |
| 31 de octubre de 2021         | Monterrey                  | México               | Parque Fundidora                              |                               |
| 1 de noviembre de 2021        | Monterrey                  | México               | Parque Fundidora                              |                               |
| 2 de noviembre de 2021        | Monterrey                  | México               | Parque Fundidora                              |                               |
| 4 de noviembre de 2021        | Guadalajara                | México               | Auditorio Telmex                              |                               |
| 6 de noviembre de 2021        | Puebla de Zaragoza         | México               | Complejo Cultural Universitario BUAP          |                               |
| 11 de noviembre de 2021       | Montevideo                 | Uruguay              | Antel Arena                                   |                               |
| 12 de noviembre de 2021       | Montevideo                 | Uruguay              | Antel Arena                                   |                               |
| 14 de noviembre de 2021       | Santiago                   | Chile                | Movistar Arena                                |                               |
| 15 de noviembre de 2021       | Santiago                   | Chile                | Movistar Arena                                |                               |
| 16 de noviembre de 2021       | Santiago                   | Chile                | Movistar Arena                                |                               |
| 20 de noviembre de 2021       | Santo Domingo              | República Dominicana | Teatro La Fiesta                              |                               |
| 26 de noviembre de 2021       | Tampico                    | México               | Expotampico                                   |                               |
| 28 de noviembre de 2021       | Gómez Palacio              | México               | Palenque Vicente Fernández/Feria Nacional     |                               |
| 3 de diciembre de 2021        | San Luis Potosí            | México               | Plaza de Toros Monumental El Paseo            |                               |
| 4 de diciembre de 2021        | Santiago de Querétaro      | México               | Auditorio Josefa Ortiz de Domínguez           |                               |
| 5 de diciembre de 2021        | Aguascalientes             | México               | Palenque de la Feria Nacional                 |                               |
| 10 de diciembre de 2021       | León                       | México               | Domo de la Feria                              |                               |
| 11 de diciembre de 2021       | Toluca de Lerdo            | México               | Teatro Morelos                                |                               |
| 12 de diciembre de 2021       | Toluca de Lerdo            | México               | Teatro Morelos                                |                               |
| 10 de marzo de 2022           | Quito                      | Ecuador              | Coliseo Rumiñahui                             |                               |
| 11 de marzo de 2022           | Guayaquil                  | Ecuador              | Coliseo Voltaire                              |                               |
| 12 de marzo de 2022           | Guayaquil                  | Ecuador              | Coliseo Voltaire                              |                               |
| 17 de marzo de 2022           | Bogotá                     | Colombia             | Movistar Arena                                |                               |
| 18 de marzo de 2022           | Bogotá                     | Colombia             | Movistar Arena                                |                               |
| 19 de marzo de 2022           | Bogotá                     | Colombia             | Movistar Arena                                |                               |
| 20 de marzo de 2022           | Bogotá                     | Colombia             | Movistar Arena                                |                               |
| 24 de marzo de 2022           | Bogotá                     | Colombia             | Movistar Arena                                |                               |
| 26 de marzo de 2022           | Caracas                    | Venezuela            | Terrazas del Centro Ciudad Comercial Tamanaco |                               |
| 27 de marzo de 2022           | Caracas                    | Venezuela            | Terrazas del Centro Ciudad Comercial Tamanaco |                               |
| 31 de marzo de 2022           | Querétaro                  | México               | Auditorio Josefa Ortiz de Domínguez           |                               |
| 1 de abril de 2022            | Monterrey                  | México               | Parque Fundidora                              |                               |
| 2 de abril de 2022            | Monterrey                  | México               | Parque Fundidora                              |                               |
| 3 de abril de 2022            | Torreón                    | México               | Coliseo Centenario                            |                               |
| 8 de abril de 2022            | Tijuana                    | México               | Audiorama El Trompo                           |                               |
| 9 de abril de 2022            | Mexicali                   | México               | Centro de Convenciones CEART                  |                               |
| 22 de abril de 2022           | Cancún                     | México               | Plaza de Toros de Cancún                      |                               |
| 23 de abril de 2022           | Mérida                     | México               | Foro GNP Seguros                              |                               |
| 28 de abril de 2022           | Zapopan                    | México               | Auditorio Telmex                              |                               |
| 8 de mayo de 2022             | Zapopan                    | México               | Auditorio Telmex                              |                               |
| 9 de mayo de 2022             | Zapopan                    | México               | Auditorio Telmex                              |                               |
| 12 de mayo de 2022            | Hermosillo                 | México               | Hipódromo de Hermosillo                       |                               |
| 13 de mayo de 2022            | Ciudad de México           | México               | Autódromo Hermanos Rodríguez                  |                               |
| 14 de mayo de 2022            | Ciudad de México           | México               | Autódromo Hermanos Rodríguez                  |                               |
| 9 de julio de 2022            | Milán                      | Italia               | ticketmaster arena                            |                               |
| 2 de agosto de 2022           | Chiclana De La Frontera    | España               | Concert Music Festival                        |                               |
| 3 de agosto de 2022           | Odemira                    | Portugal             | Meo Sudoeste Fest                             |                               |
| 8 de agosto de 2022           | Marbella                   | España               | Starlite Festival                             |                               |
| 12 de agosto de 2022          | Pontevedra                 | España               |                                               |                               |
| 14 de agosto de 2022          | Cap Roig                   | España               | Festival Cap Roig                             |                               |
| 20 de agosto de 2022          | Alicante                   | España               | Plaza de toros                                |                               |
| 24 de agosto de 2022          | Martos                     | España               | Auditorio Municipal                           |                               |
| 26 de agosto de 2022          | Santa cruz de tenerife     | España               | Recinto ferial                                |                               |
| 27 de agosto de 2022          | las palmas de gran canaria | España               | Gran Canaria Arena                            |                               |
| 30 de agosto de 2022          | Marbella                   | España               | Starlite Festival                             |                               |
| 2 de septiembre de 2022       | Barcelona                  | España               | Palau Sant Jordi                              |                               |
| 8 de septiembre de 2022       | Murcia                     | España               | Cuartel de Artillería                         |                               |
| 9 de septiembre de 2022       | Mairena del aljarafe       | España               | Recinto Hípico                                |                               |
| 11 de septiembre de 2022      | Madrid                     | España               | WiZink Center                                 |                               |
| 21 de septiembre de 2022      | Lisboa                     | Portugal             | Lisboa Ao Vivo                                |                               |
| 23 de septiembre de 2022      | Roma                       | Italia               | Orion Live Club                               |                               |
| 25 de septiembre de 2022      | París                      | Francia              | La Cigale                                     |                               |
| 26 de septiembre de 2022      | London                     | Reino Unido          | Electric Brixton                              |                               |
| 28 de septiembre de 2022      | Berlín                     | Alemania             | So 36                                         |                               |
| 30 de septiembre de 2022      | Ámsterdam                  | Países Bajos         | Q Factory                                     |                               |
| 8 de octubre de 2022          | Santiago                   | Chile                | Movistar Arena                                |                               |
| 9 de octubre de 2022          | Santiago                   | Chile                | Movistar Arena                                |                               |
| 8 de noviembre de 2022        | Madrid                     | España               | WiZink Center                                 |                               |
| 10 de noviembre de 2022       | Ciudad de México           | México               | Auditorio Nacional                            |                               |
| 11 de noviembre de 2022       | Ciudad de México           | México               | Auditorio Nacional                            |                               |
| 19 de noviembre de 2022       | San José                   | Costa Rica           | Estadio nacional                              |                               |
| 22 de noviembre de 2022       | San Salvador               | El Salvador          | Estadio Cuscatlán                             |                               |
| 24 de noviembre de 2022       | Panamá                     | Panamá               | Centro de Convenciones Amador                 |                               |
| 26 de noviembre de 2022       | Guatemala                  | Guatemala            | Explanada Cayalá                              |                               |
| 27 de noviembre de 2022       | Tegucigalpa                | Honduras             | Estadio Chochín Sosa                          |                               |
| 29 de noviembre de 2022       | Lima                       | Perú                 | Arena Perú                                    |                               |
| 30 de noviembre de 2022       | Lima                       | Perú                 | Arena Perú                                    |                               |
| 1 de diciembre de 2022        | Lima                       | Perú                 | Arena Perú                                    |                               |
| 3 de diciembre de 2022        | Arequipa                   | Perú                 | Jardín de la Cerveza                          |                               |
| 4 de diciembre de 2022        | Arequipa                   | Perú                 | Jardín de la Cerveza                          |                               |
| 6 de diciembre de 2022        | Santa Cruz de la Sierra    | Bolivia              | Arena Sonilum                                 |                               |
| 8 de diciembre de 2022        | La Paz                     | Bolivia              | Teatro al Aire Libre                          |                               |
| 17 de diciembre de 2022       | Medellín                   | Colombia             | Estadio Atanasio Girardot                     |                               |
| 18 de diciembre de 2022       | Medellín                   | Colombia             | Estadio Atanasio Girardot                     |                               |
| 26 de enero de 2023           | San Francisco              | Estados Unidos       | Fillmore San Francisco                        |                               |
| 27 de enero de 2023           | San Diego                  | Estados Unidos       | House of Blues San Diego                      |                               |
| 28 de enero de 2023           | Los Angeles                | Estados Unidos       | The Belasco Theater                           |                               |
| 2 de febrero de 2023          | San Antonio                | Estados Unidos       | Aztec Theatre                                 |                               |